# ملعب هرازدان

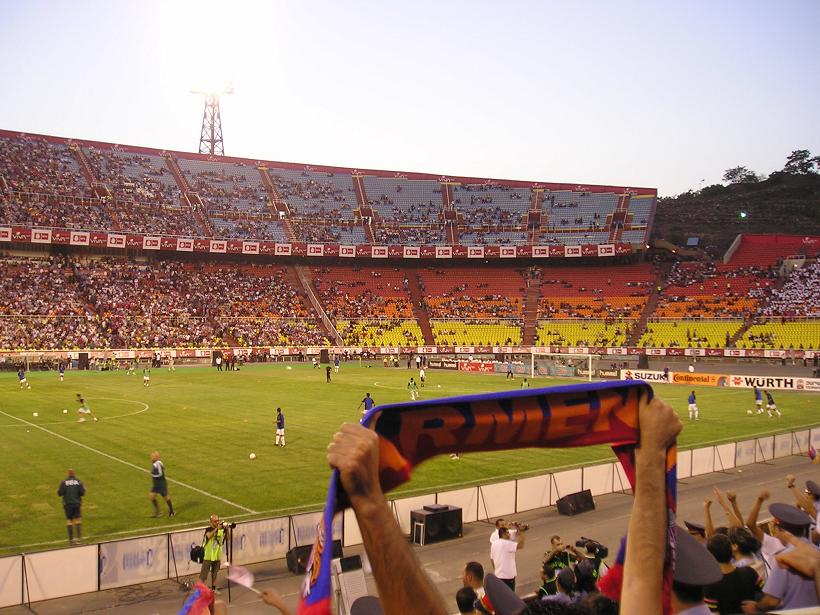

ملعب هرازدان هو ملعب متعدد الاستخدام يقع في يريفان عاصمة أرمينيا. غالبا ما يتم استخدامه لمباريات كرة القدم. يسع الملعب لجلوس 51 ألف متفرج. يعتبر الملعب الرسمي الذي يخوض فيه منتخب أرمينيا مبارياته الدولية. تم افتتاح الملعب في سنة 1972.